# David Chanoff
David Chanoff là một tác giả người Mỹ nổi tiếng chuyên viết sách phi hư cấu. Tác phẩm của ông thường liên quan đến sự hợp tác với nhân vật chính của những  tác phẩm có liên quan. Các cộng tác viên của David gồm có: Augustus A. White, Joycelyn Elders, Đoàn Văn Toại, William J. Crowe, Ariel Sharon, Kenneth Good và Felix Zandman. Ông còn viết về nhiều chủ đề bao gồm lịch sử văn học, giáo dục và nước ngoài cho tờ The Washington Post, The New Republic và The New York Times Magazine. Ông đã xuất bản hơn mười hai cuốn sách.

## Ấn phẩm chọn lọc
- David Chanoff và Đoàn Văn Toại (1986) Vietnam: A Portrait of Its People at War, I.B. Tauris Publishers
- Ariel Sharon và David Chanoff (1989) Warrior : the autobiography of Ariel Sharon; New York : Simon and Schuster
- Kenneth Good và David Chanoff (1992) Into the heart : one man's pursuit of love and knowledge among the Yanomami, Ulverscroft
- William J. Crowe và David Chanoff (1993) The line of fire : from Washington to the Gulf, the politics and battles of the new military, Simon & Schuster
- Joycelyn M. Elders và David Chanoff (1996) Joycelyn Elders, M.D. : from sharecropper's daughter to surgeon general of the United States of America, Morrow
- Augustus A. White và David Chanoff (2011) Seeing Patients: Unconscious Bias in Health Care, Harvard University Press
- Felix Zadman và David Chanoff (1995) Never the last journey: a Fortune 500 founder's life story from Holocaust survivor to victor on Wall Street, Shocken.